# Eriocaulon bolei
Eriocaulon bolei är en gräsväxtart som beskrevs av Bole och Marselein Rusario Almeida. Eriocaulon bolei ingår i släktet Eriocaulon och familjen Eriocaulaceae. IUCN kategoriserar arten globalt som akut hotad. Inga underarter finns listade i Catalogue of Life.